# Lucie Dikenmann-Balmer
Lucie Dikenmann-Balmer (* 21. Oktober 1902 in Bern; † 9. Juni 1980) war eine Schweizer Musikwissenschaftlerin. Sie war die erste Professorin für Musikwissenschaft in Europa, noch vor Yvonne Rokseth (Strassburg 1948) und Anna Amalie Abert (Kiel 1950).

## Leben
Balmer wurde 1902 in Bern geboren. Sie wuchs in Chur und Neuenburg auf. In Chur besuchte sie die Musikschule, die sie 1925 in Hamburg mit einem Klavier-Lehrdiplom abschloss. Danach arbeitete sie für den Schweizerischen Musikpädagogischen Verband. 1928 absolvierte sie die ausserordentliche Matura am Institut Humboldtianum in Bern. Sie studierte im Anschluss Musikwissenschaft an der Universität Bern und wurde 1935 zum Dr. phil. promoviert. Ihrem Lehrer Ernst Kurth auf den Lehrstuhl zu folgen, war mit vielen Schwierigkeiten verbunden. Von 1947 bis 1967 war sie schliesslich ausserordentliche Professorin am Seminar für Musikwissenschaft der Universität Bern. Ihr Nachfolger wurde Sándor Veress.

## Schriften (Auswahl)
- Tonsystem und Kirchentöne bei Johannes Tinctoris (Dissertation, Universität Bern). Paul Haupt, 1935. Nachdruck: Olms, Hildesheim 1978 (ISBN 3-487-06687-4).
- Orlando di Lassos Motetten. Eine stilgeschichtliche Studie (= Berner Veröffentlichungen zur Musikforschung. Herausgegeben von Ernst Kurth, 11). Paul Haupt, Bern und Leipzig 1938.
- Beethovens Missa Solemnis und ihre geistigen Grundlagen. Atlantis, Zürich 1952.